# Camp Swift
Camp Swift es un lugar designado por el censo ubicado en el condado de Bastrop en el estado estadounidense de Texas. En el Censo de 2010 tenía una población de 6.383 habitantes y una densidad poblacional de 203,02 personas por km².

## Geografía
Camp Swift se encuentra ubicado en las coordenadas 30°11′17″N 97°17′36″O / 30.18806, -97.29333. Según la Oficina del Censo de los Estados Unidos, Camp Swift tiene una superficie total de 31.44 km², de la cual 31.24 km² corresponden a tierra firme y (0.64%) 0.2 km² es agua.

## Demografía
Según el censo de 2010, había 6.383 personas residiendo en Camp Swift. La densidad de población era de 203,02 hab./km². De los 6.383 habitantes, Camp Swift estaba compuesto por el 63.07% blancos, el 10.5% eran afroamericanos, el 1.86% eran amerindios, el 0.52% eran asiáticos, el 0.14% eran isleños del Pacífico, el 20.12% eran de otras razas y el 3.79% pertenecían a dos o más razas. Del total de la población el 44.01% eran hispanos o latinos de cualquier raza.

## Educación
El Distrito Escolar Independiente de Bastrop abarca Camp Swift. La Lost Pines Elementary School presta servicio a la mayoría de la zona del lugar designado por el censo, y la Mina Elementary School cubre una parte pequeña. La Bastrop Intermediate School, la Bastrop Middle School, y la Bastrop High School sirve a toda del lugar.